# Los días y los años
Los días y los años es una novela política-crónica/narrativa del escritor mexicano Luis González de Alba. En esta novela se describen los hechos que rodearon al movimiento estudiantil del 68 desde dos puntos de vista del autor: uno de los hechos que antecedieron a la masacre, específicamente de la formación del consejo nacional de huelga (CNH), las manifestaciones y los mítines; el otro de los hechos que precedieron a la masacre de Tlatelolco, específicamente el encarcelamiento de estudiantes, dirigentes y profesores en la cárcel de Lecumberri.
En la primera edición de 1971, limitada a 2000 ejemplares, se puede leer en la contraportada, la descripción del libro: 

Este libro es un testimonio y también una reflexión. El conflicto entre los estudiantes y el Estado, tal como se produjo en México en 1968, se nos muestra aquí vivido desde dentro por uno de los participantes, un estudiante de la Facultad de Filosofía y Letras y miembro del Consejo Nacional de Huelga, que para analizar los hechos no se atiene a su sola visión y reclama, en el diálogo, la visión de sus compañeros. Vemos así como las opciones morales, ideológicas y políticas del Movimiento Estudiantil, crecen como en ondas que se agrandarán partiendo de un punto, desde lo individual a lo colectivo, de lo particular a lo general. El autor se desplaza libremente, dialécticamente, en el tiempo que abarca su relato, confronta momentos del pasado y momentos del presente.

Conocemos así en un despliegue realista, objetivo, y a la vez íntimo, las razones y las interrogaciones de una conciencia juvenil que decidió convertirse en acto, salir del horizonte de uno para alcanzar el horizonte de todos. Sin duda alguna, estamos ante la primera obra literaria que ha nacido dentro del Movimiento Estudiantil, ante la cristalización de una conciencia que se nutre de su propio compromiso: antes de que la herida interior cicatrice, es necesario asumirla. Así, al meditarse a sí misma, al meditar su choque con la realidad, una generación se prepara a la inminente madurez.

## Contexto
La novela fue escrita por González de Alba durante los dos años que estuvo encerrado en la cárcel de Lecumberri. Luchas, marchas, mítines, refriegas, persecución, difamación, corrupción, terrorismo de Estado, encarcelamiento y pleito con dirigentes políticos son algunos de los temas centrales que rodearon el proceso de escritura para esta novela.

## Argumento
Un joven de 24 años, Luis González de Alba, representante de la Facultad de Filosofía y Letras ante el CNH como integrante del Comité de Lucha de Filosofía y Letras, recrea la vida en el Palacio Negro de Lecumberri de los presos políticos del movimiento estudiantil de 1968. González de Alba nos narra a través de su piel, de sus propias vivencias y de forma crónica, los acontecimientos ocurridos en el contexto del movimiento estudiantil de México en 1968. El consejo nacional de Huelga convoca a toda la comunidad estudiantil en México para que el gobierno haga cumplir el pliego petitorio en el que se pedía:
1. Libertad a los presos políticos.
2. Destitución de los generales Luis Cueto Ramírez y Raúl Mendiola, así como también del coronel Armando Frías.
3. Extinción del Cuerpo de Granaderos, instrumento directo en la represión y no creación de cuerpos semejantes.
4. Derogación del artículo 145 y 145 bis del Código Penal Federal (que establece el delito de disolución social) instrumento jurídico de la agresión.
5. Indemnización a las familias de los muertos y heridos que fueron víctimas de la agresión del viernes 26 de julio en adelante.
6. Deslindamiento de responsabilidades de los actos de represión y vandalismo por parte de las autoridades a través de policía, granaderos y ejército.

Díaz Ordaz, presidente de México en 1968, decide ignorar las peticiones del CNH a pesar de la innumerable cantidad de personas que se estaban sumando a la causa, desde políticos y famosos hasta artistas y escritores, como fue el ejemplo de Juan Rulfo y Juan José Arreola. En lugar de contestar a las peticiones del pliego petitorio y ante las cercanas olimpiadas del 68 que se celebrarían en México, Díaz Ordaz decide contestar con violencia, represión y violación de la autonomía de la UNAM, hechos que desencadenaron una serie de tragedias, que el autor narra, en busca de la libertad en un país con mucha falta de la misma.

## Composición
La novela consta de trece capítulos en los que dentro de sí mismos se intercalan constantemente dos crónicas. La primera crónica narra los hechos que ocurrieron en el movimiento estudiantil del 68 y previo a la masacre de Tlatelolco vista desde la perspectiva y vivencia de González de Alba. La segunda crónica es una meta-narración de González de Alba dentro de la cárcel de Lecumberri, posterior a la masacre de Tlatelolco, en donde fue arrestado, y que narra las vivencias de González con sus compañeros de prisión mientras escribe este mismo libro, Los días y los años.

### Capítulos
I - Las desgracias de las revueltas entre: presos, crujías, vigilantes y guardias, dentro de la cárcel de Lecumberri, posterior al arresto de González de Alba.
II - En este capítulo hay una intercalación. Se comienza en Lecumberri hablando entre opiniones compartidas acerca de los ideales en la lucha por el movimiento estudiantil del 68, así como las diferencias de opiniones acerca del Consejo Nacional de Huelga. El capítulo salta a la remembranza de cómo se inició el Consejo Nacional de Huelga: las disputas entre las escuelas vocacionales del IPN y los altercados posteriores e inmediatos entre alumnos y granaderos así como las ocupaciones a las vocacionales por parte del ejército.
III - Pláticas en la cárcel y remembranzas acerca de las asambleas posteriores a la ocupación de las vocacionales.
IV - Planificación de la manifestación del 1 de agosto de 1968, las dificultades de obtener el permiso para la manifestación y las irregularidades que había en que el rector Barros Sierra encabezara la marcha.
V - Manifestaciones del 1, 5 y 13 de agosto de 1968; huelga nacional en todas las universidades del país; mitin para el pliego petitorio de seis puntos por parte de las universidades y el CNH.
VI - Asamblea del CNH posterior a la marcha del 13 de agosto de 1968 y discusiones entre las crujías de Lecumberri por hacer huelgas para pedir liberación.
VII - Anécdotas, conversaciones de pasillo, tristezas y nostalgias que narra González de Alba dentro de Lecumberri. El capítulo salta a las remembranzas que ocuparon los hechos desde la manifestación del 13 de agosto de 1968 hasta la planeación y realización de la manifestación del 27 de agosto de 1968. También se abarca la petición del CNH para que el gobierno aborde el diálogo público con ellos.
VIII - Narración crónica de los hechos ocurridos durante la manifestación del 27 de agosto de 1968.
IX - Problemas de desprestigio hacia la causa del CNH por parte del gobierno a partir de las manifestaciones y represión posterior al 27 de agosto de 1968; inconformidad con las respuestas por parte del gobierno al pliego petitorio; planeación de una marcha silenciosa el 1 de septiembre de 1968; narración de los hechos ocurridos durante la marcha del 1 de agosto de 1968; festejos del 15 de septiembre de 1968.
X - Ocupación por parte del ejército a ciudad universitaria el 18 de septiembre de 1968 y las protestas posteriores; la problemática para reunir de nuevo a los delegados del CNH ante las detenciones del 18 de septiembre; la renuncia del rector de la UNAM: Javier Barros Sierra, y las campañas, en contra de su injusta y triste renuncia, por parte del movimiento estudiantil.
XI - La toma al Casco de Santo Tomás por parte del ejército y la desorganización que esto trajo; mítines en apoyo a Barros Sierra; ataques de la FNET (Federación Nacional de Estudiantes Técnicos) con armas automáticas a las puertas y los guardias de instituciones educativas ligadas al movimiento estudiantil; reorganización del CNH ante el asalto al Casco de Santo Tomás; utilización del movimiento estudiantil como arma política en la guerra entre candidatos a la presidencia; rechazo a la renuncia de Barros Sierra y su vuelta a la rectoría; desocupación de CU a petición de Barros Sierra el 30 de septiembre de 1968.

## Controversia

### Pelea González de Alba-Elena Poniatowska
25 años después de la publicación de "La noche de Tlatelolco" González de Alba decidió demandar a Elena Poniatowska por incurrir en falsedades debido a las citas de Los días y los años que Elena hace en su libro. González de Alba ganó la demanda y obligó a Poniatowska a reeditar y volver a publicar su libro. Según González de Alba, las citas que narraba Poniatowska en su libro estaban tergiversadas y para nada completas. González negó que la demanda fuera por plagio, pues admite que el mismo mandó testimonios de sus vivencias antes de publicar su libro en el que usaría esas mismas anécdotas. Lo que molestó a González es que según el, Poniatowska no había sido del todo objetiva con las crónicas que el le proporcionó.
Para más información véase: Demanda a Elena Poniatowska.

### Suicidio de González de Alba
González de Alba escribió una carta dirigida a Rafael Pérez Gay, cediendo los derechos de Los días y los años a la editorial Cal y Arena, previo a su suicidio. Esto hecho junto con la fecha en la que González de Alba decidió suicidarse y anudado a su avanzada enfermedad crónica de vértigo, se piensa que González de Alba tenía meses o incluso años planeando su suicidio. Esta teoría fue apoyada en una entrevista por Héctor Aguilar Camín, escritor y amigo de González de Alba.